# ميمي بيرين
ميمي بيرين (بالفرنسية: Mimi Perrin)‏ هي عازفة الجاز وعازفة بيانو وكاتِبة ومغنية ومترجمة فرنسية، ولدت في 2 فبراير 1926 في Saint-Maurice, Val-de-Marne ‏ في فرنسا، وتوفيت في 16 نوفمبر 2010 في باريس في فرنسا.

## وصلات خارجية
- ميمي بيرين على موقع IMDb (الإنجليزية)
- ميمي بيرين على موقع ميوزك برينز (الإنجليزية)
- ميمي بيرين على موقع ديسكوغز (الإنجليزية)